# Lente in Warschau

De ligging van Polen in Europa.

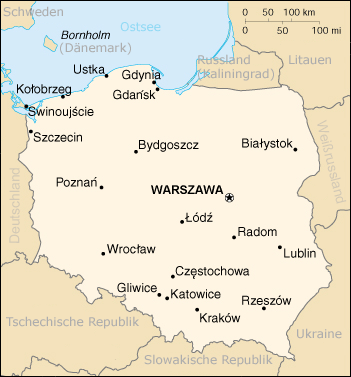
Overzichtskaart van Polen.

Lente in Warschau is een spionageroman van auteur Gérard de Villiers en is het 50e deel uit de S.A.S.-reeks met als protagonist de Oostenrijkse prins en freelance CIA-agent Malko Linge.

## Het verhaal
De joodse antiekhandelaar Julius Zydowski wordt vermoord in Wenen kort nadat deze aan Malko heeft onthuld dat de Poolse oorlogsheld Roman Ziolek een verrader en een geboren leugenaar is. Zydowski beweert dat Ziolek een geheim agent is van de Poolse geheime dienst.
Niemand kan of wil dit echter aannemen omdat de reputatie van Ziolek boven elke verdenking is verheven en hij bekendstaat als tegenstander van het Poolse regime.
Toch besluit de CIA tot een aanvullend onderzoek naar het verleden van Ziolek. Hieruit komt naar voren dat er mogelijk toch een kern van waarheid schuilt in hetgeen is beweerd door Zydowski.
De CIA stuurt Malko naar Warschau voor een diepgravend onderzoek ter plaatse.

## Personages
- Malko Linge, een Oostenrijkse prins en CIA-agent;
- Julius Zydowski, een Joodse antiekhandelaar en colloborateur van de Nazi's;
- Roman Ziolek, een openlijk tegenstander van het Poolse regime maar mogelijk een verrader en geheim agent;
- Gravin Thala Von Wisberg, een voluptueuze vrouw en tevens een goede bekende van Malko.